# Jock Collaço
Joaquim José „Jock” Collaço (ur. 17 marca 1934 w Makau, zm. 9 stycznia 2012) – hongkoński hokeista na trawie pochodzenia portugalskiego, uczestnik Letnich Igrzysk Olimpijskich 1964.

## Kariera
Na igrzyskach w Tokio Collaço grał na lewym środku boiska. Reprezentował Hongkong w dwóch z siedmiu spotkań. Sześć meczów hongkońscy hokeiści przegrali, tylko jeden zremisowali (1–1 z Niemcami, w tym spotkaniu grał Collaço). Hongkończycy zajęli ostatnie miejsce w swojej grupie i jako jedyna drużyna na turnieju nie odnieśli zwycięstwa. W klasyfikacji końcowej jego drużyna zajęła ostatnie 15. miejsce. 
Collaço był w składzie Hongkongu na Igrzyskach Azjatyckich 1966 w Bangkoku, na których drużyna ta osiągnęła przedostatnie siódme miejsce (zwycięstwo tylko z Tajami).
W internetowym artykule anglojęzycznego czasopisma The South China Morning Post pt. Spirit of '64 still lives on z 20 maja 2012 roku (autor – Alvin Sallay), autor wymienia Joaquima Collaço jako zmarłego.